# Comité Paralímpico de Georgia
El Comité Paralímpico de Georgia es el Comité Paralímpico Nacional de Georgia. Es una organización sin ánimo de lucro  que selecciona equipos, y recauda fondos para enviar Georgian competidores a Paralympic los acontecimientos organizaron por el Internacionales Paralympic Comité (IPC).
Giorgi Chakvetadze es el presidente de la organización.  El vicepresidente es Tinatin Revazishvili. Irma Khetsuriani, un miembro del Georgian nacional esgrima en silla de ruedas, trabajos para el Comité Paralímpico de Georgia como un director de oficina.
El comité de este país fue establecido en 2003.   El país envió competidores a los Juegos Paralímpicos en 2008 por primera vez. David Maisuradze era el presidente de la organización de 2003 a 2011.   En 2011, la organización aprobó una carta nueva y Levan Odisharia se convirtió en el nuevo presidente.   En 2013, el comité firmó un convenio de colaboración con el Ministerio de Defensa de Georgia, con el objetivo de integrar soldados heridos en el programa paralímpico. En 2014, la atleta keniano de silla de ruedas Anne Walufa visitó el Comité como parte de la Fundación Agitos WoMentoring.  Se encontró allí al mentor Revazishvili, un competidor ecuestre.